# Sarcómero
El sarcómero o sarcómera (gr. σάρξ sarks 'carne, cuerpo', μέρος meros 'parte') es la unidad anatómica y funcional de la miofibrilla de los músculos estriados. Un sarcómero es una estructura altamente ordenada, de las más grandes conocidas en biología. Cada sarcómero contiene grandes polímeros de proteínas llamados miofilamentos, que están compuestos principalmente por las proteínas actina, miosina y titina. El deslizamiento entre los dos tipos de miofilamentos: los finos y los gruesos, permite el acortamiento del sarcómero y de la miofibrilla, con generación de fuerza y soporte de carga. Las alteraciones de algunas de las moléculas de los sarcómeros, desencadenan enfermedades denominadas miopatías. 

## Características
Los sarcómeros son dispositivos de generación de fuerza y soporte de carga, los cuales mediante repetición conforman una miofibrilla. Un número promedio de miofibrillas altamente empaquetadas forman una fibra muscular (miocito). Las fibras musculares individuales son sincitios muy grandes, que pueden tener hasta varios centímetros de longitud. 
El ensamblaje regular y repetitivo de los sarcómeros, dan al músculo estriado su apariencia rayada al ser observado con el microscopio. En los sarcómeros, los filamentos contráctiles de actina y miosina se integran en un orden paracristalino por la acción de proteínas citoesqueléticas accesorias, formando lo que a menudo se denomina el «citoesqueleto sarcomérico».

## Estructura
El sarcómero es de tamaño microscópico con ~2,3–2,47 micrómetros (μm) de longitud total. Los sarcómeros  están conectados en serie mediante el disco Z y dispuestos en paralelo para formar haces de miofibrillas de aproximadamente 1 μm de diámetro.
El sarcómero es un conjunto multiproteico (supra-macromolecular) altamente ordenado, de los más grandes conocidos en biología. Los sarcómeros  se definen por sus límites densos en proteínas (discos Z), y están compuestos principalmente de las proteínas actina, miosina y titina.

### Microaquitectura
Con el microscopio óptico y tinciones histológicas, la arquitectura del sarcómero muestra la alternancia de bandas teñidas y bandas claras, dando el aspecto de estriaciones.
La microscopía confocal mediante la inmunohistoquímica y la inmunofluorescencia permite visualizar la ubicación de una molécula proteica específica en el límite de un sarcómero (disco Z) para determinar su longitud o para ubicar su centro (línea M). 

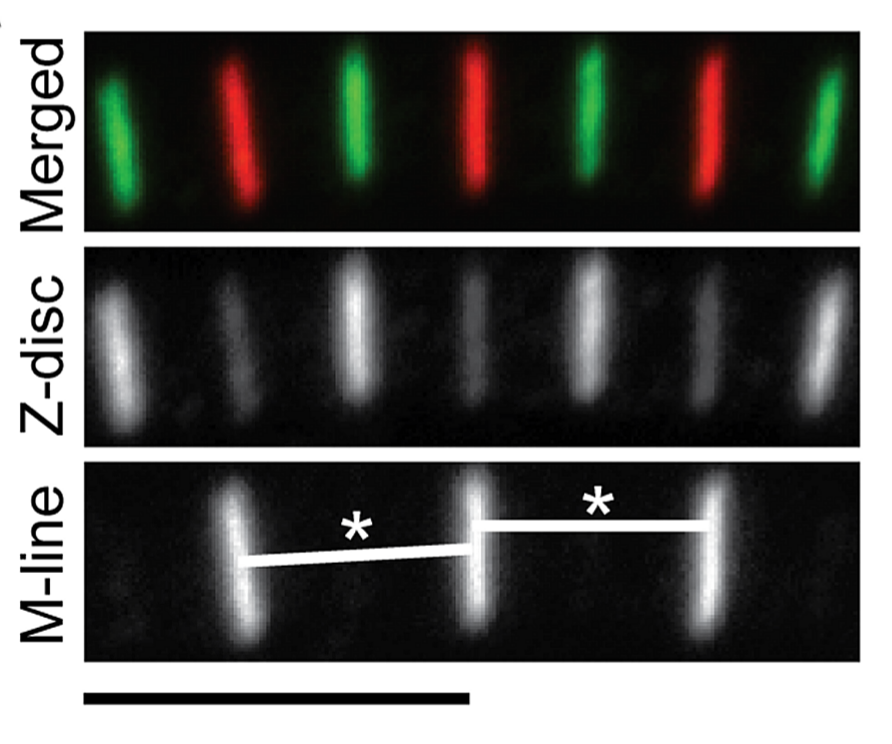
Discos Z y líneas M en.
Discos Z (en verde).
Líneas M (en rojo).
Microscopía confocal. inmuno-fluorescencia.

### Ultraestructura
Las imágenes de microscopía electrónica de transmisión, revelan la división de los sarcómeros en diferentes regiones con densidades electrónicas distintas por la presencia de los filamentos gruesos (de miosina) y los delgados (de actina).

Barra de escala= 1 micrómetro (μm).
El sarcómero aparece con varias regiones densas diferentes, cada área resulta compuesta de muchos miofilamentos conectados con las áreas periféricas (los discos Z), o dentro de la región central (la banda M), que divide en dos mitades especulares la estructura sarcomérica.

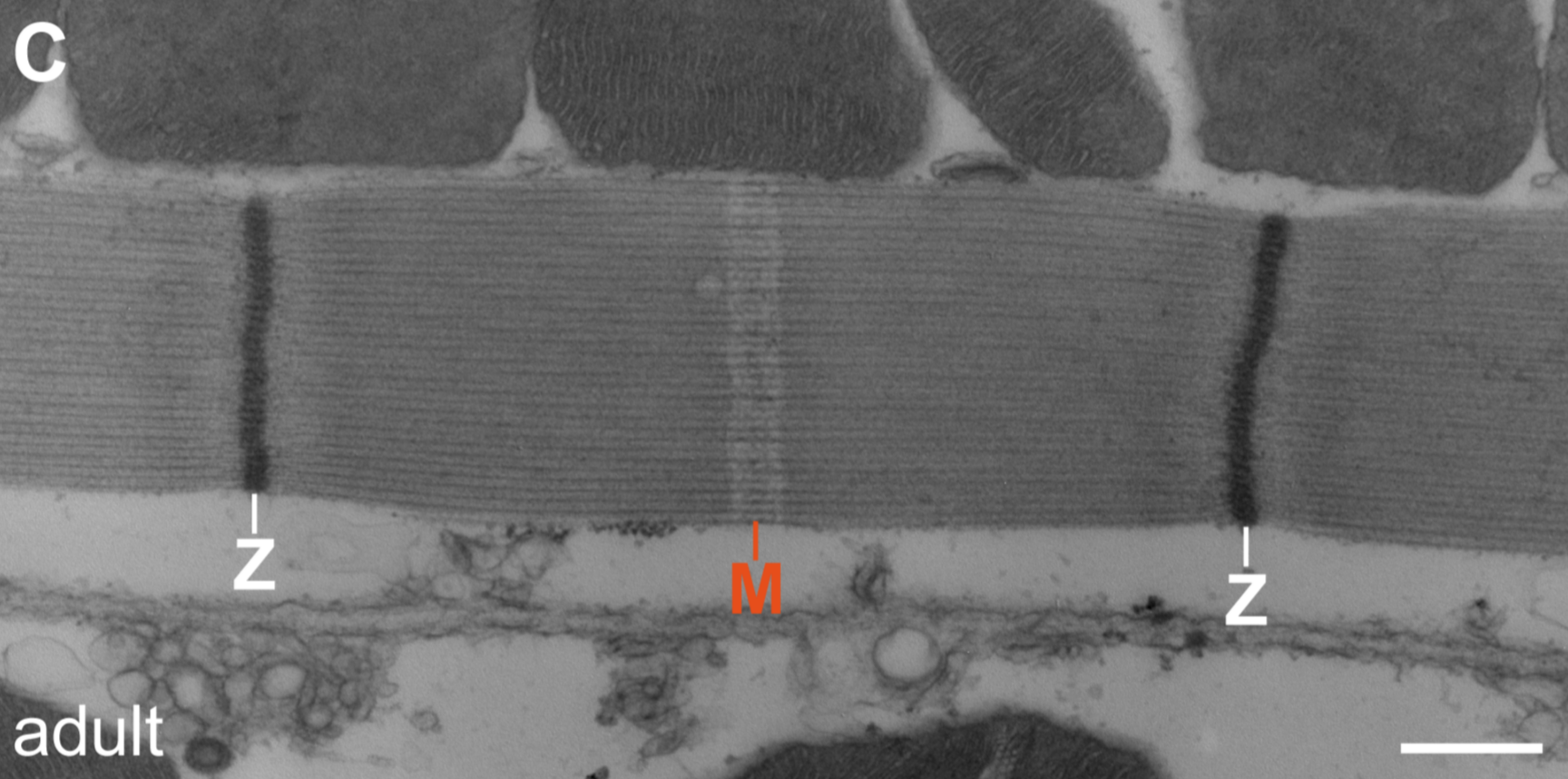
Microscopía electrónica de transmisión.

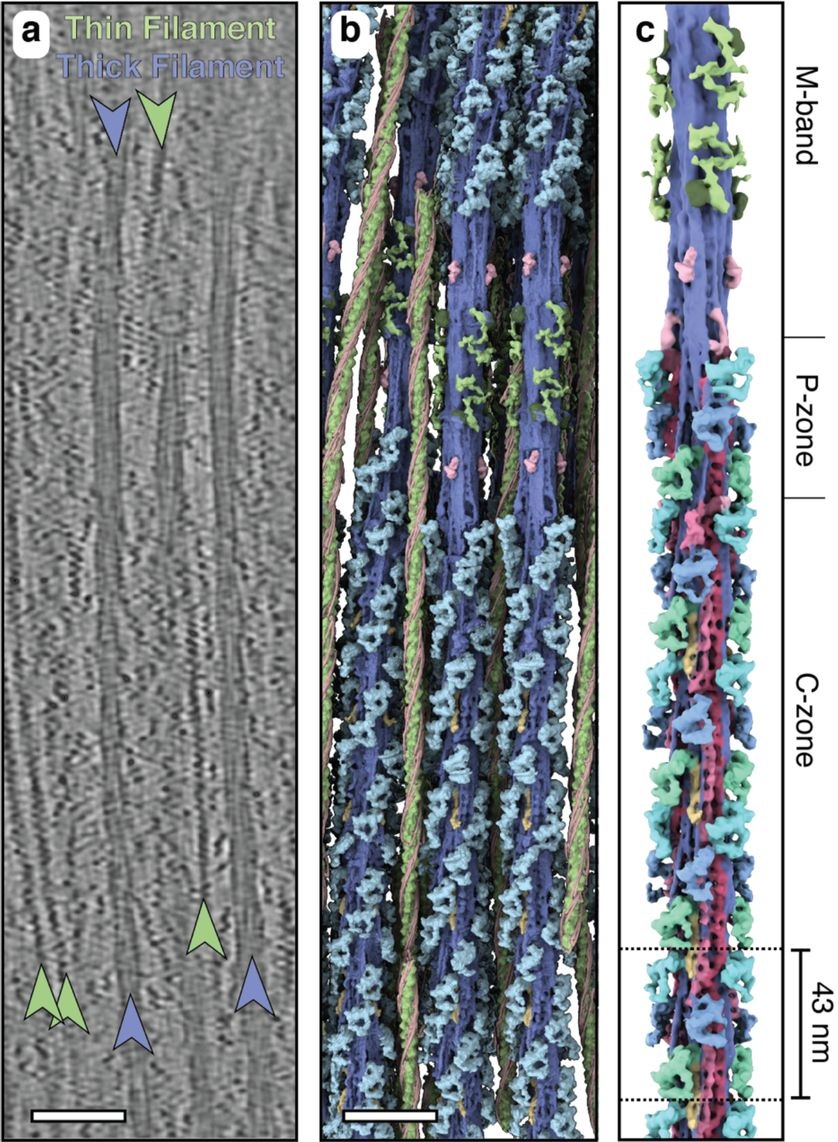
Thin filament = Filamento fino (en verde).
Thick filament= Filamento grueso (en azul). Tomografía crioelectrónica. B= Reconstrucción 3D.

Más allá del disco Z o línea Z, que limita cada sarcómero, se encuentra la banda I, que rodea la línea Z, compuesta solamente por filamentos delgados. Después de la banda I se encuentra la banda A que contiene filamentos gruesos y delgados. Dentro de la banda A, se encuentra la zona H compuesta de filamentos gruesos y dentro de la zona H, se encuentra la línea M que está en el medio del sarcómero.
El sarcómero se puede dividir a lo largo de su eje en diferentes zonas en función de su ultraestructura: 
- El disco Z que limita el sarcómero en sus extremos, anclando los extremos barbados (+) de los filamentos de actina,
- La banda I (isotrópica) donde solo están presentes filamentos de actina (delgados),
- La banda A (anisótropa) que contiene filamentos superpuestos de actina y miosina (gruesos),
- La banda M en el centro, donde solo están presentes filamentos de miosina y entrecruzados. La banda M es una zona desnuda desprovista de «cabezas de miosina» donde se entrelazan las «colas de miosina» pertenecientes a semisarcómeros yuxtapuestos.[6]

El disco Z está formado por los extremos de filamentos delgados antiparalelos de sarcómeros adyacentes.
En la banda I del sarcómero pueden distinguirse los filamentos de actina (filamento fino) que nacen de los discos de Z, donde existe la alfaactinina, que es la proteína que une la actina y la titina. Esta última es una proteína elástica (la más grande del organismo), y posee dos funciones: 
- Mantiene a la miosina en su posición.
- Debido a que tiene una parte elástica, actúa como resorte recuperando la longitud de la miofibrilla después de la contracción muscular.

En la banda A del sarcómero se encuentran los filamentos de miosina (filamento grueso), responsables de la contracción muscular.

#### Miofilamentos
Cada sarcómero contiene estructuras constituidas por grandes polímeros de proteínas llamados miofilamentos de actina y de miosina. Estos miofilamentos se ensamblan entre sí, con unos 1500 filamentos gruesos de miosina y 3000 filamentos finos de actina por cada miofibrilla.

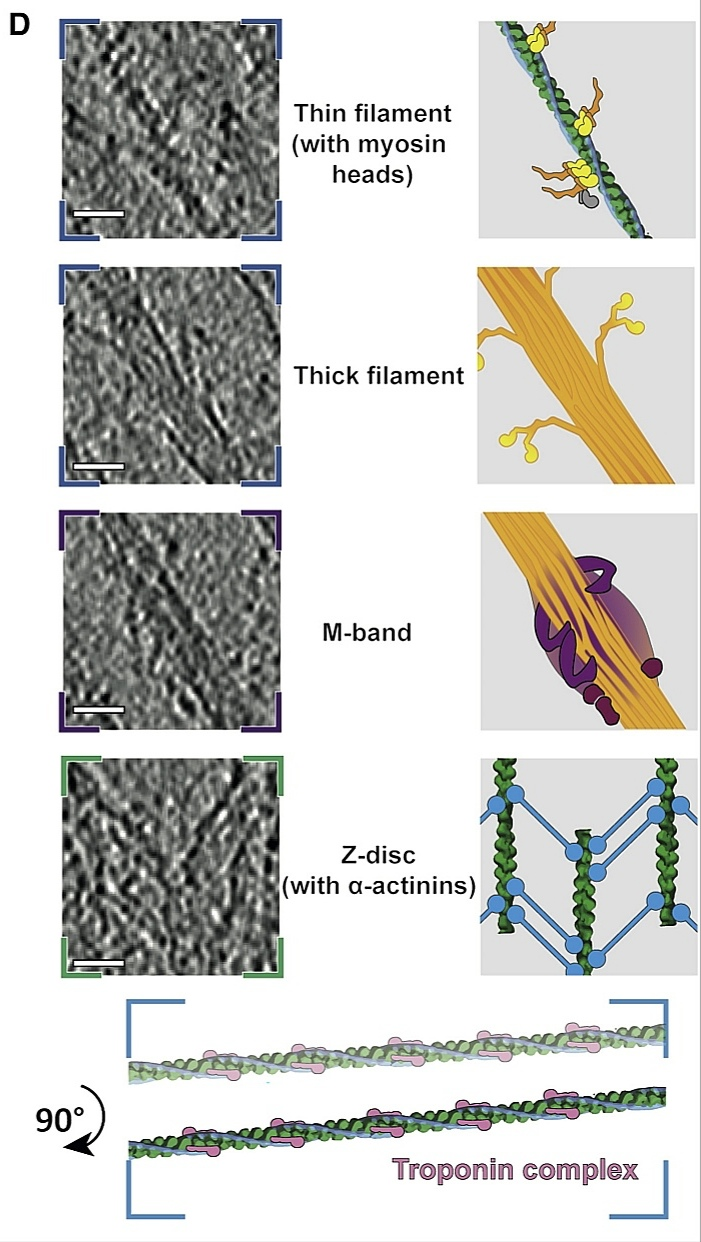
Tomogramas y dibujos de filamentos.

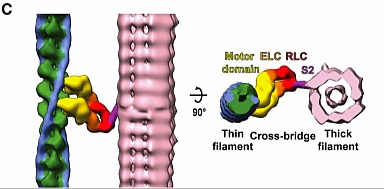
Relación entre filamento grueso y fino.
Thick filament= Filamento grueso (miosina) derecha.
Thin filament = Filamento fino en verde (actina).

Los filamentos de actina de longitudes casi idénticas se disponen en formaciones entrelazadas con filamentos de miosina de longitud idéntica.
Los sarcómeros contienen proteínas estructurales que son específicas y únicas en sus características funcionales y arquitectónicas. 
Los sarcómeros contienen numerosas proteínas adicionales que se localizan en dominios distintos que son importantes para su función. Estas forman una red intrincada con otras proteínas α-actinin, titin, nebulin y myotilin. La función del sarcómero depende tanto de la cantidad como de la localización de sus muchas proteínas.
Los filamentos gruesos (de ~16 nanómetros (nm) de diámetro) son estructuras bipolares que contienen miosina II, MyBP-C (myosin binding protein-C) y titina, así como varias otras proteínas cerca de la zona desnuda, que marca el eje de simetría del filamento grueso y el centro del sarcómero.
Los filamentos finos (de ~10 nm de diámetro) están compuestos fundamentalmente por actina, tropomiosina, el complejo troponina con sus tres subunidades, tropomodulina y nebulina. El filamento helicoidal de la Actina F contiene también una molécula de tropomiosina. Los sarcómeros se definen por sus límites densos en proteínas, conocidos como discos Z. La nanoarquitectura depende fundamentalmente de la gran proteína titina, que se extiende desde el disco Z hasta la banda M y, por tanto, une de forma estable los filamentos de actina y miosina.

### Nanoarquitectura
La molécula de titina
Tiene más de 1 micrómetro de largo y se extiende in situ por la mitad del sarcómero, con el extremo N en la línea Z y el extremo C en la línea M.
La molécula de nebulina
Las dos proteínas filamentosas gigantes, titina y la nebulina de un solo polipéptido, están unidas in situ a lo largo de los filamentos gruesos (titina) y delgados (nebulina), respectivamente, con una coincidencia casi perfecta en las respectivas longitudes y periodicidades estructurales. Sin embargo, la evidencia aún cuestiona la posibilidad de que las proteínas funcionen como plantillas, o andamios.

#### Citoesqueleto sarcomérico
Los filamentos intermedios sirven como andamiaje que conecta el sarcómero con las mitocondrias o el núcleo, para mantener la integridad celular y para contribuir a la transducción mecánica. El sarcómero está unido a la membrana (sarcolema)  por otro conjunto citoesquelético: el costámero. En el interior de cada célula muscular hay numerosos conjuntos citoesqueléticos. El disco Z sirve como un sitio de anclaje para el extremo N de los sistemas de filamentos de titina y nebulina, lo que lo hace indispensable para la transmisión de la fuerza contráctil. 
Alfa actinina: es un miembro de la superfamilia de la espectrina y se describió originalmente como un reticulador de filamentos de actina. Interactúan con ACTA2: ALP (proteína LIM asociada a actinina), MLP (proteína LIM muscular), extremo N de la titina, miotilina, CapZ, cypher/oracle/ZASP, FATZ (proteína de unión a la filamina, α-actinina y teletonina en el disco Z), miopaladina y miopodina. 
Filamina c: también se unen y forman enlaces cruzados con actina, es una de las principales proteínas que sirve como enlace entre el costámero y el disco Z. 
Miotilina: dímeros de miotilina reticulan y estabilizan los filamentos de actina en el disco Z. 
La mayoría de las proteínas del citoesqueleto sarcomérico están organizadas por interacciones específicas con la proteína gigante, la titina de ∼3 MDa. La titina ensambla el citoesqueleto sarcomérico, estas numerosas interacciones también coordinan los dominios de señalización y las enzimas metabólicas. La nebulina y la titina forman filamentos largos compuestos de polipéptidos individuales y, como tal, el citoesqueleto sarcomérico es una especialización única del sistema de actomiosina.

### Tipos de bandas y zonas
- Banda A: banda compuesta por los gruesos de 140 Å de miosina y finos de actina. En su interior podemos encontrar además:
  - Zona H: zona donde solo hay filamentos gruesos -de miosina- visible, es decir,  corresponde al sector de la banda A donde no existen filamentos finos -de actina-.
  - Línea M: zona donde la miosina se encuentra unida a la miosina adyacente, en la cual se contraen músculos internos cardiovasculares.
- Banda I: banda compuesta por los filamentos finos de 80 Å de actina.
- Discos Z: sector donde se encuentran unidas las actinas adyacentes y se mantiene la continuidad con el sarcómero subsiguiente. En ellas se encuentra la proteína CapZ.

## Fisiología
Millones de sarcómeros que actúan al unísono a lo largo de una miofibrilla, en distancias de milímetros hasta centímetros amplifican la fuerza y el movimiento. La disposición completamente regular, paralela y repetitiva de actina y miosina permite que la fuerza y el movimiento se generen solamente en la dirección del eje del filamento.

Unión actina-miosina.

El citoesqueleto sarcomérico está conformada por proteínas citoesqueléticas accesorias, que proporcionan estabilidad mecánica, elasticidad, organización espacial y capacidad de comunicación de largo alcance.
A nivel microscópico, los cambios en la longitud de las células musculares están respaldados por filamentos contráctiles formados por múltiples repeticiones de una unidad básica, conocida como sarcómero. La capacidad del sarcómero de acortarse y expandirse a voluntad está dada por tres tipos de proteínas: dos tipos de filamentos que pueden deslizarse uno sobre el otro (miosina y actina); y una molécula con forma de resorte conocida como titina, que asegura que la unidad no se deshaga al conectar mecánicamente la miosina y la actina. Durante la contracción del músculo desaparece la Zona H y se comprime la Banda I.

## Función

Contracción muscular por sarcómeros.

El deslizamiento de los miofilamentos finos de actina sobre los miofilamentos de gruesos de miosina dentro de cada sarcómero, producen la contracción de la miofibrilla y por extensión la contracción del músculo. La función del sarcómero depende tanto de la cantidad como de la localización de sus muchas proteínas.
Produce fuerza a través de la interacción entre actina y miosina. La fuerza isométrica máxima que pueden generar los sarcómeros, depende de la cantidad de superposición entre los miofilamentos gruesos y finos.